# Steelville
Steelville – miasto w Stanach Zjednoczonych, w stanie Missouri, siedziba administracyjna hrabstwa Crawford.